# Le Haut-Soultzbach
Le Haut-Soultzbach é uma comuna francesa na região administrativa do Grande Leste, no departamento do Alto Reno. Estende-se por uma área de 35.45 km², e possui 4.444 habitantes, segundo o censo de 2018, com uma densidade de 130 hab/km².
Foi criada, em 1 de janeiro de 2016, a partir da fusão das antigas comunas de Mortzwiller e Soppe-le-Haut.